# Mychajlo Stelmach

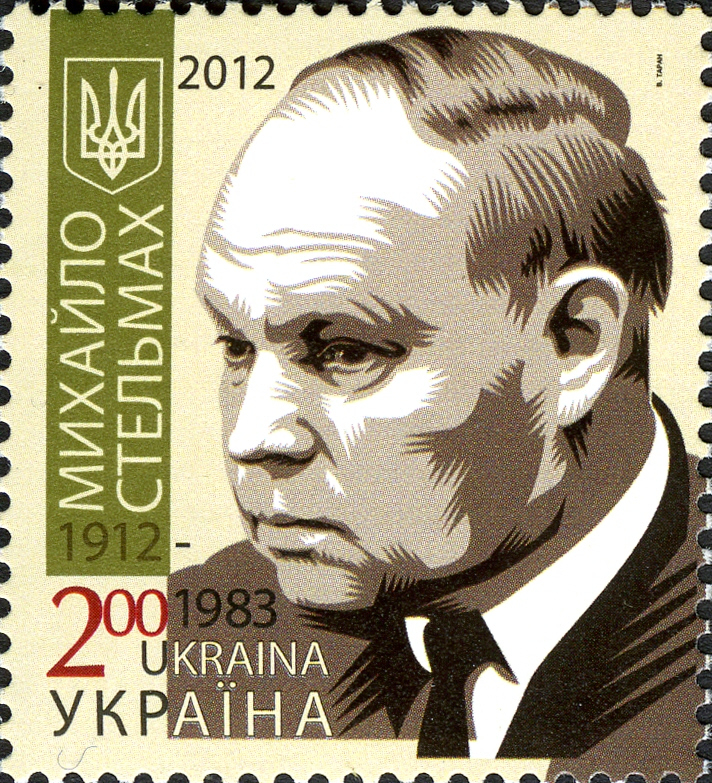
Mychajlo Stelmach auf einer ukrainischen Briefmarke von 2012

Mychajlo Panassowytsch Stelmach (* 11. Märzjul. / 24. März 1912greg. in Djakiwzi, Gouvernement Podolien, Russisches Kaiserreich; † 27. September 1983 in Kiew, Ukrainische SSR) war ein ukrainisch-sowjetischer Schriftsteller des sozialistischen Realismus.

## Leben
Mychajlo Stelmach kam im Dorf Djakiwzi im heutigen Rajon Lityn der ukrainischen Oblast Winnyzja als Sohn einer armen Bauernfamilie zur Welt. Über seine Kindheit und Jugend schrieb er 1964 in seinem autobiographischen Roman „Die wilden Schwäne ziehn“ (deutsche Ausgabe 1970, Verlag Neues Leben Berlin) und 1966 in „Heiligabend“.
Er studierte zwischen 1929 und 1933 an der literarischen Abteilung des Pädagogischen Institut in Winnyzja und arbeitete anschließend bis 1939 als Dorflehrer in der Oblast Kiew. Im Zweiten Weltkrieg kämpfte er als Soldat der Roten Armee in Weißrussland, wo er zweimal verwundet wurde.
Von 1945 bis 1954 war er als wissenschaftlicher Mitarbeiter am Institut der Schönen Künste, Folklore, und Ethnographie der Akademie der Wissenschaften der Ukrainischen SSR beschäftigt.
Seine erste Buchveröffentlichung war 1936. Seine Schriften waren typische Beispiele des sozialistischen Realismus mit deutlich erkennbarem Einfluss von Oleksandr Dowschenko. 1958 schrieb er das Drehbuch zum Dokumentarfilm Zhyvy Ukraïno!. Zudem schrieb er einige Kinderbücher.
Er war Mitglied des Nationalen Schriftstellerverbandes der Ukraine und seit 1978 Vollmitglied der Akademie der Wissenschaften der Ukrainischen SSR.
Der Autor lebte seit 1965 im Kiewer Haus der Schriftsteller „Rolit“. Er starb 71-jährig in Kiew und wurde dort auf dem Baikowe-Friedhof beerdigt.

## Ehrungen
Stelmach erhielt zahlreiche Orden, Titel und weitere Ehrungen. Darunter:
- 1951 Stalinpreis
- 1961 Leninpreis[3]
- 1961 Staatspreis der UdSSR[3]
- 1962 Orden des Roten Banners der Arbeit
- 1972 Held der sozialistischen Arbeit[3]
- 1980 Taras-Schewtschenko-Preis für seinen Roman «Die vier Furten»[4]
- Leninorden (wurde ihm dreimal verliehen, unter anderem 1967 und 1972)

1987 wurde in Kiew eine Straße nach ihm benannt und 2012 gab die ukrainische Post zu seinem Gedenken eine Briefmarke heraus.

## Werke (Auswahl)
- Warte auf mich, Jarina!
- Die wilden Schwäne ziehn
- Unser Gänserich treibt Sport
- Die Aufrechten und die Falschen
- Menschenblut ist kein Wasser
- Heimaterde

Quelle: